# Pfütze

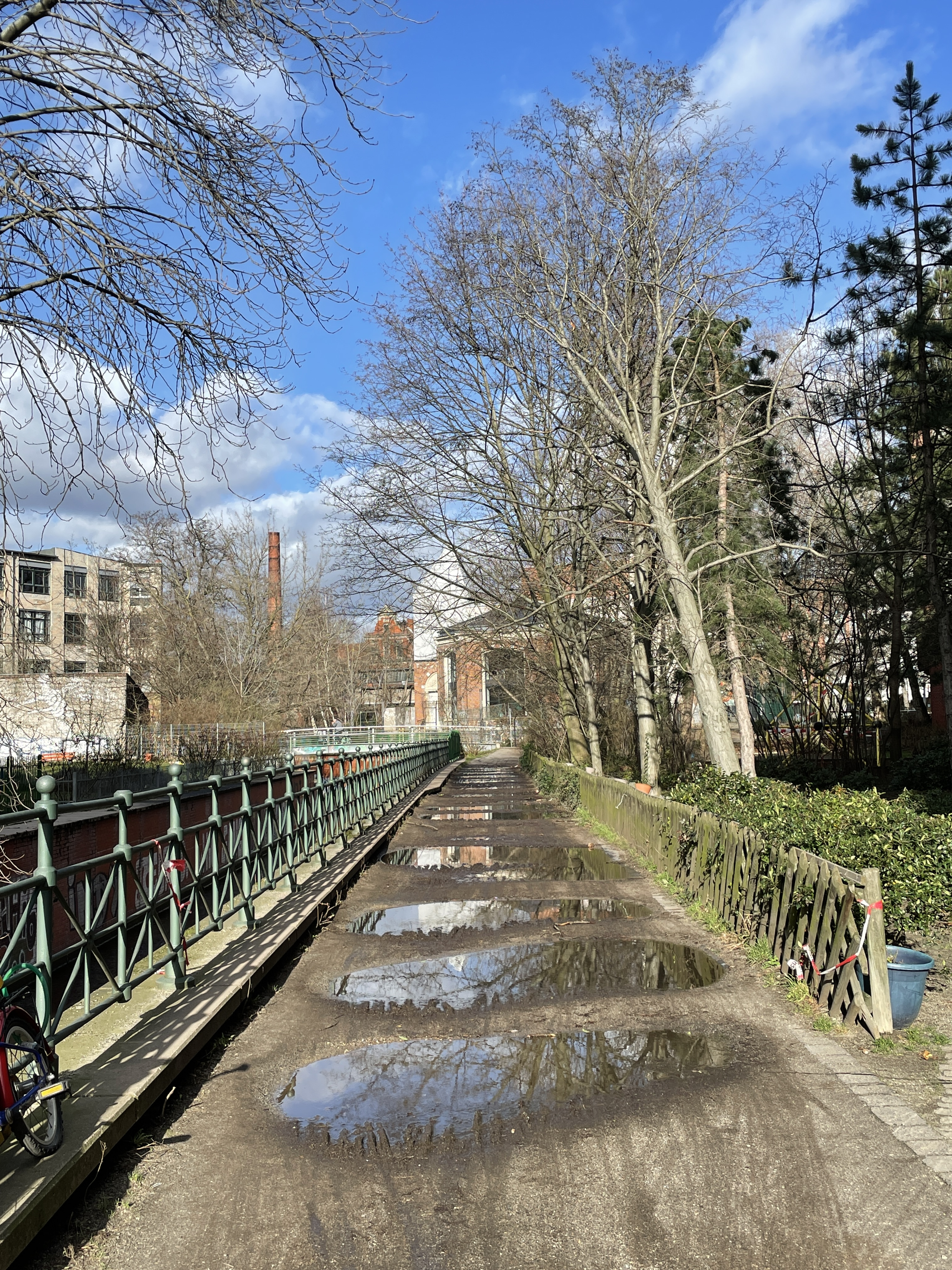
Reihe von Pfützen in der Stadt (Ufer der Panke, Berlin-Gesundbrunnen)

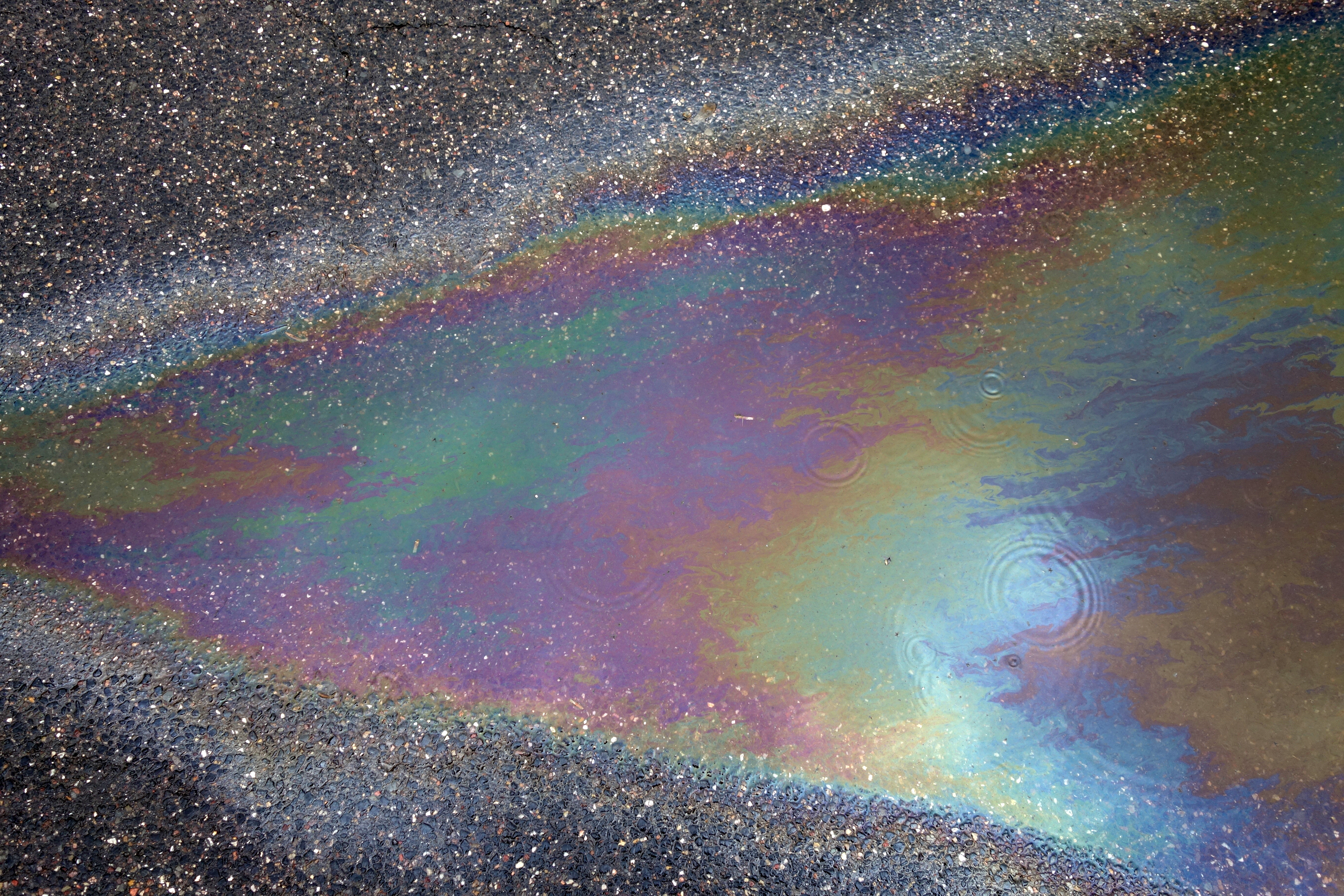
Sichtbare Spektralfarben durch schwimmende Benzinreste auf einer Regenpfütze

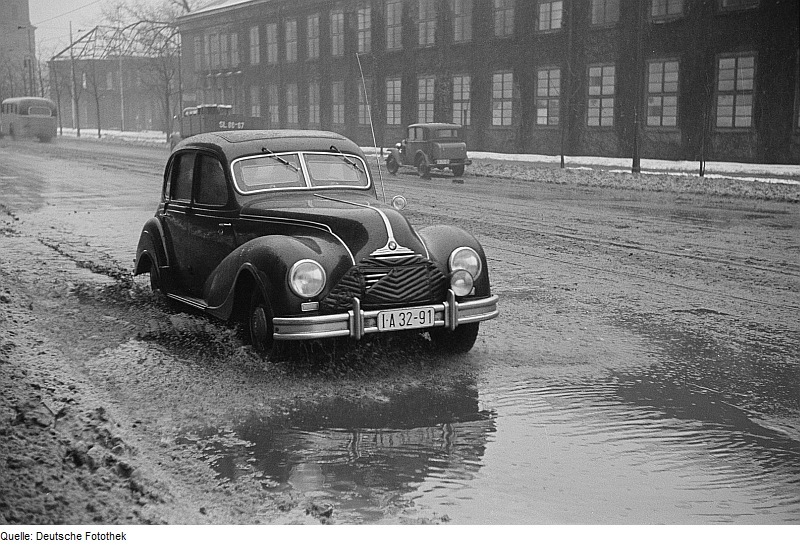
Auto vor einer Pfütze (Leipzig)

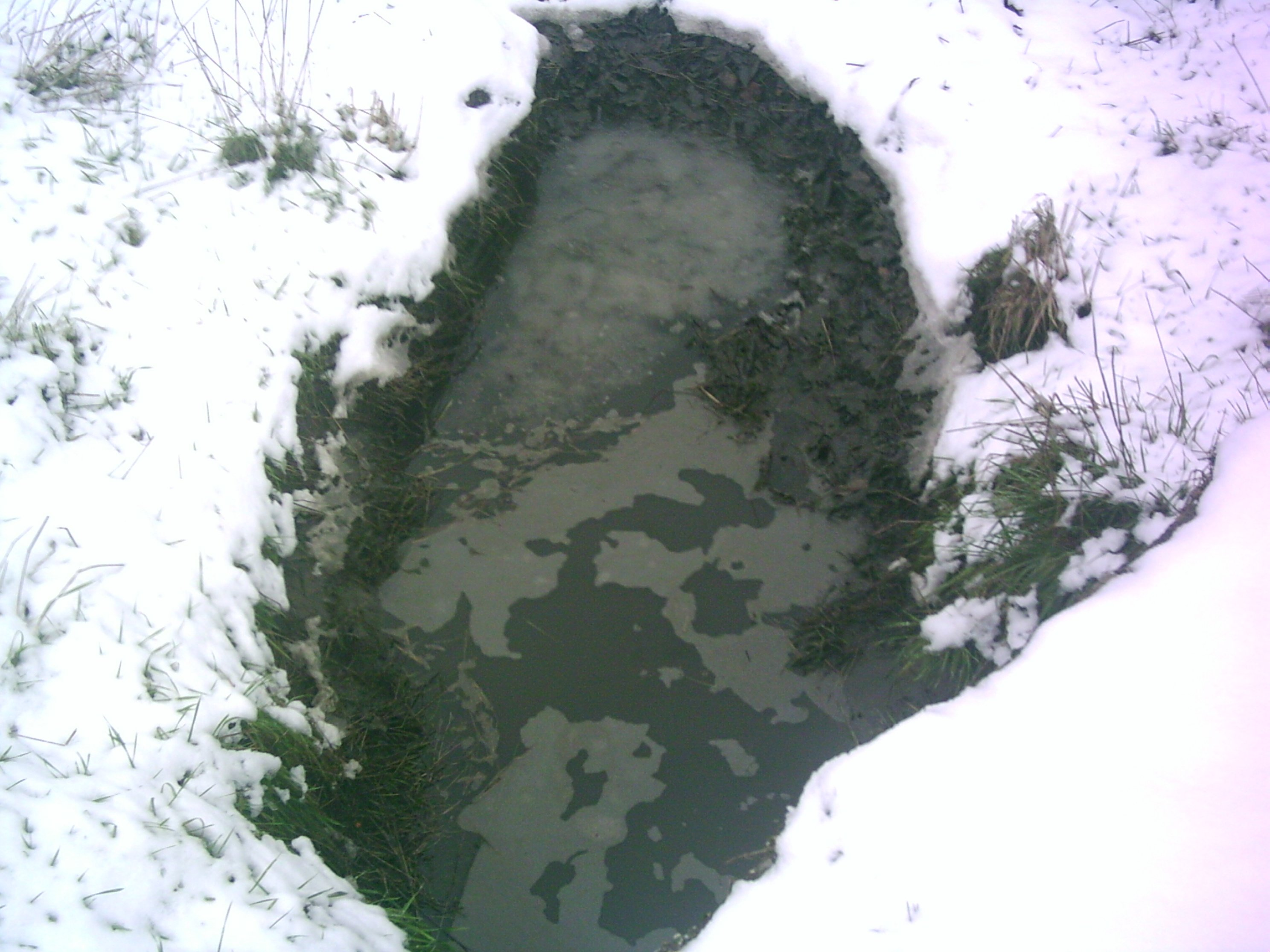
Winterpfütze

Eine Pfütze, auch Lache (österr. Lacke, niederdeutsch auch teilweise Lusche, pfälzisch u. a. Latsche, schweizerdeutsch Glungge oder Gunte), ist eine Ansammlung von Flüssigkeiten – meist Wasser – in lokalen Vertiefungen der ebenen [kein Gefälle] Erdoberfläche oder anderen ebenen Flächen, die sich z. B. nach einem Regen bildet und einige Tage später versickert oder verdunstet ist. Sind die Wasseroberflächen nicht miteinander verbunden, also inselartig, spricht man von Pfützen. Steigt der Wasserspiegel und die Wasserflächen verbinden sich, wandelt sich die Pfützenbildung zu einer Flutung. Pfützen bilden die kleinste Form der Stillgewässer.

## Etymologie
Das Wort Pfütze (ahd. pfuzza, puzza; ndd. Putte; ndl. put) ist entlehnt aus dem lateinischen puteus für „Grube, Brunnen“.

## Pfützen im städtischen Raum
Für den Individualverkehr (z. B. Fußgänger) gelten Pfützen auf Verkehrswegen als Beeinträchtigungen. Deswegen werden Wege nach Möglichkeit gepflastert oder asphaltiert. Auch in Grünflächen, wie zum Beispiel Rasenflächen und Viehweiden, versucht man Senken ebenso wie kleine Erhebungen zu planieren. Für Kinder bieten Pfützen Spielmöglichkeiten.

## Ökologie
Als Lebensraum von Tieren und Pflanzen werden Pfützen, zusammen mit Tümpeln, Lachen und wassergefüllten Wagenspuren, als temporäre (also nur zeitweise, nicht dauerhaft wasserführende) Kleinstgewässer typisiert. Normalerweise werden nur Kleinstgewässer mit weniger als ca. 30 Zentimeter Wassertiefe Pfützen genannt. Kleinstgewässer weisen eine meist relativ artenarme Lebensgemeinschaft auf, die aus Arten besteht, die an die besonderen, extremen Lebensverhältnisse, wie instabile Wasserführung und Chemismus, starke Erwärmung und fehlender Bewuchs durch Wasserpflanzen, angepasst sind. Da Pfützen unvorhersehbar entstehen und wieder verschwinden, müssen es mobile Arten mit guter Ausbreitungsfähigkeit sein, alternativ besitzen einige Arten langlebige Dauerstadien, die auch lange Austrocknungsphasen tolerieren können. Zu den Amphibienarten, die in Pfützen ablaichen und deren Kaulquappen sich darin entwickeln, gehört etwa die Kreuzkröte und die Gelbbauchunke Kleinstgewässer wie Pfützen sind auch bevorzugte Lebensräume für Kiemenfußkrebse wie Triops cancriformis.